# ورزشگاه ۲۶ مارس
ورزشگاه ۲۶ مارس در محلات جنوبی باماکو، مالی واقع شده‌است. این ورزشگاه به عنوان یک زمین خانگی برای باشگاه فوتبال استیل مالین و ورزشگاه ملی است. ظرفیت این ورزشگاه ۵۰٬۰۰۰ نفر است. در سال ۲۰۰۱ ساخته شده‌است و علت نامگذاری آن بزرگداشت قیام باماکو در ۲۶ مارس ۱۹۹۱ که سرنگون دیکتاتوری موسی ترائوره است. این ورزشگاه که توسط گروه مهندسی خارج از کشور چین ساخته شده‌است، دیدار پایانی جام ملت‌های آفریقا ۲۰۰۲ را میزبانی کرده‌است.